# I See a Dark Stranger
I See a Dark Stranger é um filme britânico de de 1946, dos gêneros drama, guerra e suspense, dirigido por Frank Launder.

## Elenco
- Deborah Kerr...Bridie Quilty
- Trevor Howard...Tenente David Baynes
- Raymond Huntley...J. Miller
- Michael Howard...Hawkins
- Norman Shelley...espião alemão
- Liam Redmond...Tio Timothy
- Brefni O'Rorke...Michael O'Callaghan
- James Harcourt...Avó
- George Woodbridge...Walter
- Garry Marsh...Capitão Goodhusband, inepto oficial de segurança da Ilha de Man
- Tom Macaulay...Tenente Spanswick, o esperto auxiliar de Goodhusband
- Olga Lindo...Madame Edwards
- David Ward...Oscar Pryce
- Harry Hutchinson...Chefe Mourner/Smuggler
- Harry Webster...Tio Joe
- Joan Hickson...Gerente do hotel
- David Tomlinson...Oficial de inteligência
- Katie Johnson...Velha Senhora

## Sinopse
Bridie Quilty é uma irlandesa idealista que cresceu odiando os ingleses por ouvir as histórias de seu pai, um antigo militante do IRA na Revolta de Dublin em 1919. Em 1944, antes do Dia D, quando completa 21 anos e com o pai já falecido, Bridie resolve também entrar para o IRA e vai para Dublin se encontrar com Michael O'Callaghan, antigo militante e ex-companheiro de seu pai. Mas o homem avisa que agora os irlandeses estão em paz com a Inglaterra e não há mais luta. Bridie não se conforma e sua antipatia contra os ingleses, principalmente contra Oliver Cromwell a quem o pai odiava, chama a atenção do espião nazista J. Miller que a conhecera durante a viagem. Bridie acaba aliciada por ele num plano para libertar da cadeia de Devon outro nazista, Oscar Pryce, que escondeu informações cruciais para o destino da guerra na Europa. Além dela, o militar inglês Tenente David Baynes também é envolvido por Miller que desconfiava dele e, percebendo que Bridie por quem se apaixonara corre perigo, tenta ajudá-la.

## Produção
Frank Launder e Sidney Gilliat, que foram escritores que trabalharam para Alfred Hitchcock para o filme de 1938 The Lady Vanishes, fundaram a Individual Pictures em 1945, com a intenção de dirigirem os próprios filmes. I See a Dark Stranger foi a primeira das dez fitas lançadas pela companhia.
I See a Dark Stranger foi filmado em várias locações, incluindo Dublin, Dundalk e na região de Wexford na Irlanda, Devon na Inglaterra e a Ilha de Man.

## Recepção
Foi lançado nos Estados Unidos com o título The Adventuress e teve boas avaliações mas pouco público. Bosley Crowther, crítico do New York Times, disse que o filme era "extremamente sensível e perspicaz ".

## Premiação
Deborah Kerr venceu em 1947 o Prêmio do New York Film Critics Circle como "Melhor Atriz" por suas atuações em Black Narcissus e I See a Dark Stranger.